# Pye Records
Pye Records was een Brits platenlabel.

## Geschiedenis
De Pye Radio Company verkocht oorspronkelijk televisie- en radioapparatuur. De firma veroverde zich een plaats op de platenmarkt, toen ze zich in 1953 inkocht bij Nixa Records. In 1955 legde Pye ook de hand op Polygon Records, een label dat werd opgericht door Alan A. Freeman en Leslie Clark, de vader van Petula Clark.
De beide labels werden samengevoegd tot Pye Nixa Records. In 1959 werd de naam gewijzigd in Pye Records en de Britse tv-zender Associated Television Network (ATV) nam 50% van de firma voor zijn rekening. ATV kocht in 1966 ook de andere helft van de onderneming. Twee verdere labels werden tijdens de jaren 1960 in het leven geroepen: Pye Golden Guinea Records en Piccadilly Records. Ze werden tijdens de jaren 1970 vervangen door Dawn Records. Toen de rechten op de naam Pye in 1980 afliepen, werd het label herbenoemd naar PRT Records (Precision Records & Tapes).
In 1958 werd bovendien Pye International Records in het leven geroepen, dat in het Verenigd Koninkrijk veel Amerikaanse platenlabels distribueerde, waaronder Chess Records, A&M Records, Kama Sutra Records, Buddah Records, Casablanca Records en King Records.

## Belangrijke artiesten bij Pye / Pye Nixa / PRT Records
- David Bowie
- Lonnie Donegan
- Petula Clark
- Donovan
- Don Fardon
- Sandie Shaw
- The Kinks
- The Searchers
- The Foundations
- The Honeycombs
- Status Quo
- Mungo Jerry bij Dawn Records
- Long John Baldry